# Keverdoders
Keverdoders (familie Tiphiidae) zijn solitair levende vliesvleugeligen binnen de orde Hymenoptera. In Nederland komen vijf soorten voor, onder meer binnen de genera Tiphia en Methocha.

## Uiterlijk
Keverdoders zijn meestal slanke, zwarte insecten. De vrouwtjes van sommige soorten, zoals de gladdemistkeverdoder (Methocha ichneumonides/articulata), zijn vleugelloos en circa 5–8 mm lang. Mannetjes daarentegen zijn vleugelig en groter, ongeveer 10–14 mm lang. Typisch voor deze familie is dat ze voorkomen op planten uit de schermbloemenfamilie (zoals wilde peen en fluitenkruid), waar ze nectar opnemen tijdens de vluchtijd van april tot oktober.

## Levenswijze
Keverdoders zijn broedparasieten: het vrouwtje graaft zich in de grond tot bij de larve van een kever (bijvoorbeeld van meikever of rozenkever) en legt haar ei op deze larve. De keverdoderlarve ontwikkelt zich vervolgens ten koste van de keverlarve in de grond.

## Ecologisch nut
Keverdoders spelen een rol in de natuurlijke regulatie van keverplagen, zoals meikevers en rozenkevers, door parasitair hun larven te bestrijden in de bodem. Ze worden daarom beschouwd als nuttige insecten voor biologische gewasbescherming, bijvoorbeeld in terreinen waar engerlingen (larven van rozenkevers) schade veroorzaken.